# 940
| Calendário gregoriano                                                        | 940 CMXL                                               |
| Ab urbe condita                                                              | 1693                                                   |
| Calendário arménio                                                           | 389 – 390                                              |
| Calendário bahá'í                                                            | -904 – -903                                            |
| Calendário budista                                                           | 1484                                                   |
| Calendário chinês                                                            | 3636 – 3637 Início a 11 de fevereiro (aproximadamente) |
| Calendário copta                                                             | 656 – 657                                              |
| Calendário etíope                                                            | 932 – 933                                              |
| Calendários hindus - Vikram Samvat - Calendário nacional indiano - Cáli Iuga | 995 – 996 861 – 862 4040 – 4041                        |
| Calendário Holoceno                                                          | 10940                                                  |
| Calendário islâmico                                                          | 328 – 329                                              |
| Calendário judaico                                                           | 4700 – 4701                                            |
| Calendário persa                                                             | 318 – 319                                              |
| Calendário rúnico                                                            | 1190                                                   |
| Calendário solar tailandês                                                   | 1483                                                   |

940 (CMXL na numeração romana) foi um ano bissexto do século X do Calendário Juliano, da Era de Cristo, teve início a uma quarta-feira e terminou a uma quinta-feira e as suas letras dominicais foram E e D (53 semanas).
No território que viria a ser o reino de Portugal estava em vigor a Era de César que já contava 978 anos.
| Ano completo                           |
| -------------------------------------- |
| Ano bissexto com início à quarta-feira |

## Nascimentos
- Provável ano em que nasceu Érico, o Vermelho um dos famosos viquingues da história.
- Lamberto de Chalon, Conde de Le Chalon, (m. 979).
- Gomez Diaz de Saldanha, cavaleiro medieval de Palência, terras de Castela e Leão, conde de Saldaña.
- Rogério I de Carcassonne, conde de Carcassonne (m. 1012).
- Lovesendo Ramires, príncipe infante de Leão (m. 1020).

## Mortes
- Fulco I de Anjou, o primeiro Conde Anjou (n. 870).